# Медный змий (картина Бруни)
«Ме́дный змий» — гигантская по размерам картина русского художника итальянского происхождения Фёдора (Фиделио) Бруни (1799—1875), оконченная в 1841 году. Она является частью собрания Государственного Русского музея в Санкт-Петербурге (инв. Ж-5070). Размер картины — 565 × 852 см.
В качестве сюжета для картины Бруни использовал историю, описанную в Ветхом Завете — о том, как после многих лет странствий по каменистой пустыне, иудейский народ, ведомый из Египта пророком Моисеем, стал терять веру и роптать, в результате чего последовало Божье наказание — дождь из ядовитых змей, для спасения от смертельных укусов которых был выставлен медный змий.
Бруни работал над этим полотном около пятнадцати лет: он сообщил Обществу поощрения художников о начале работы над большой картиной в феврале 1827 года, а закончил её в 1841 году. В 1833—1836 годах он работал в Италии, затем был отозван в Петербург для преподавания в Академии художеств, а в 1838 году опять вернулся в Рим, где и завершил работу над картиной.
Сначала полотно с успехом экспонировалось в Риме, летом 1841 года оно было отправлено в Россию, было выставлено в Зимнем дворце, а через некоторое время перенесено в Академию художеств. С самого начала «Медного змия» часто сравнивали с крупноформатной картиной Карла Брюллова «Последний день Помпеи», появившейся на семь лет раньше — впоследствии обе картины были вывешены рядом друг с другом и в Эрмитаже, и в Русском музее; их называли «колоссами русской живописи».
Площадь поверхности полотна составляет около 48 м2, а масса холста — около 70 кг. Она считается самой большой по размеру картиной в русской исторической живописи, самой крупной картиной в собрании Государственного Русского музея, а также самой большой по величине среди станковых картин первой половины XIX века.

## Сюжет и описание
- Книга Чисел — Чис. 21:4—9

Сюжет картины «Медный змий» основан на истории, описанной в Ветхом Завете, в Книге Чисел — четвёртой книге Пятикнижия (Торы). После долгих лет скитаний по безводной каменистой пустыне, через которую Моисей вёл народ иудейский от египетского плена, люди стали роптать, поскольку у них появились сомнения в способности пророка вывести их. И тогда настигла людей кара Господня — дождь из ядовитых змей. Раскаявшись, они стали молить о прощении, и тогда Моисей выставил медного змия, как велел ему Господь, чтобы те, кто посмотрит на него с истинной верой, остались живы, исцелившись от змеиных укусов:

8 И сказал Господь Моисею: сделай себе змея и выставь его на знамя, и ужаленный, взглянув на него, останется жив. 9 И сделал Моисей медного змея и выставил его на знамя, и когда змей ужалил человека, он, взглянув на медного змея, оставался жив.

Сам Бруни, обсуждая замысел картины, писал: «Я пытался сделать так, чтобы с первого взгляда она внушала патетический пафос этой ужасной сцены и чтобы на ней была печать Божьего наказания». В окончательном варианте картина представляет собой громадную многофигурную композицию, в которой трудно выделить какого-либо главного героя. Часть людей стремится к медному змию за спасением, другие в панике пытаются избежать дождя из живых змей. Некоторые потрясены гибелью близких людей, кто-то молит Бога о прощении, а кто-то проклинает его и Моисея. Картина полна изображением горя, боли, ужаса и смерти.
В центре картины на заднем плане изображён пророк Моисей, который жезлом указывает на медного змия, а другой рукой подаёт знак приблизиться к нему. Его взгляд суров и направлен поверх голов страдающих людей. Рядом с ним стоит первосвященник Елеазар — сын Аарона, брата Моисея, а позади них — группа левитов. Моисей и Елеазар находятся в геометрическом центре полотна и символизируют собой надчеловеческую силу — с одной стороны, карающую (Елеазар), а с другой — указывающую путь к спасению (Моисей).
Но не Моисей с Елеазаром, а люди, изображённые на переднем, более крупном плане картины, в первую очередь привлекают внимание зрителя. Они находятся в ужасе и отчаянии, даже не помышляя о поисках спасения и не пытаясь взглянуть на медного змия — такое впечатление, что они не слышат Моисея, или просто не в состоянии внять его совету. В центральной части картины — бьющийся в агонии от укусов змей молодой мужчина атлетического сложения. Нога его обвита змеёй, а рот широко раскрыт — по-видимому, он проклинает всех «в бешенстве и богохульстве». Иногда его фигуру сравнивают с Лаокооном — жрецом бога Аполлона в Трое, который, по преданию, был задушен змеями вместе с сыновьями («Лаокоон и его сыновья»).
В правой части на переднем плане картины изображена женщина, в страхе и отчаянии бросившаяся к своему мужу. Лицо женщины имеет сходство с лицом Анжелики — жены Бруни. Такое введение в картину родного для художника образа может рассматриваться как проявление романтизма в исторической живописи. Эта женщина является локальным центром правой части картины — все, её окружающие, также охвачены ужасом. То, что многие ищут защиты у своих родных и близких, не вполне согласуется с библейским описанием, согласно которому для исцеления людям достаточно было посмотреть на медного змия.
Передний план левой части полотна по ходу работы над картиной претерпел значительные изменения. В ранних эскизах и в первоначальном варианте (подмалёвке) картины Бруни изображал там группу из четырёх человек, стремившихся к медному змию — несущий старого отца мужчина, а также его жена и сын. В окончательном варианте картины группа совсем другая — сын с перевязанной от рокового укуса ногой, умирающий на руках у отца и матери. Несмотря на глубину их горя, они не стремятся достичь медного змия — по-видимому, потеряв всякую надежду на спасение сына.
Правее них над камнем склонилась девочка. Сам Бруни её описывал так: «Она сирота, лишённая всего на земле, обнимает, полуопустившись на колени, камень. Этот камень единственное убежище для несчастной. Она обнимает его, плача, и орошает его слезами». И далее художник продолжал: «Один из её братьев, ещё грудной младенец, лежит около этого камня — горя. Я нарисовал его умершим от голода».
Правее девочки, на втором плане, художник изобразил мужчину, склонившегося над умирающей молодой женщиной (по словам Бруни, жених и невеста). Он безуспешно пытается открыть ей глаза, в тщетной надежде, что она сможет увидеть медного змия. Рядом, склонившись над ней и приложив руку к сердцу умирающей — пожилая женщина, её мать.
В то же время некоторые люди, изображённые на заднем плане картины, стремятся к медному змию и надеются на спасение. Среди них — мать с младенцем, стоящая у подножия колонны и прижавшая к ней руки своего малыша. В правой части картины мужчина несёт на руках свою обессилевшую жену, которая с надеждой смотрит в сторону медного змия — одетая в белое, она наиболее ярко символизирует религиозное озарение и веру в исцеление, при этом сам Бруни характеризовал её состояние как «экстаз».
Создаётся впечатление, что именно на эту женщину смотрит изображённая слева от неё мать двоих детей. Но это не так — на самом деле она смотрит на небо, с которого падают змеи, и, по словам Бруни, «боясь за детей, она хочет прикрыть их полой одежды». Ещё левее изображена стоящая на коленях женщина, перед которой лежит мёртвый ребёнок. Хоть и обращена она лицом к медному змию, но в её взгляде не видно никакой веры в спасение — только материнское горе и покорность судьбе.
В качестве пейзажа Бруни, по его собственным словам, изобразил место «посреди каменистой аравийской пустыни недалеко от Красного моря, где поднимаются высокие отвесные скалы, отроги горы Ор». Поскольку сам художник в тех местах не бывал, весь ландшафт был написан им по воображению — и скалы, и горы, и земля, и небо. Мрачный пейзаж с грозовыми тучами, из которых падают ядовитые змеи, подчёркивает безжалостность наказания и ужас, охвативший людей. В этом смысле пейзаж играет роль действующего лица картины. Вместе со световыми и цветовыми эффектами это можно рассматривать как проявление романтизма в классицистической живописи Бруни.
Что касается освещения картины — оно условно, поскольку нельзя указать определённый источник, от которого исходит свет. Бо́льшая часть неба закрыта тучами, лишь вдалеке заметен небольшой просвет, но его явно не хватает для освещения всего пространства картины. Группы людей на переднем и заднем плане освещены относительно равномерно. Тем не менее создаётся впечатление, что некоторые фигуры излучают свет сами по себе — как, например, женщина в белой одежде, которую несёт муж.

## История
Фёдор Бруни работал над картиной около пятнадцати лет, при этом самый ранний эскиз на эту тему был создан в 1824 году. О начале работы над большой картиной по мотивам сюжета из Ветхого Завета Бруни сообщил Обществу поощрения художников (ОПХ) в феврале 1827 года, указав, что среди его эскизов он особенно «остановился на одном, который желал бы произвести в большой картине… он представляет воздвижение медного змея в пустыне». Комитет ОПХ, в целом одобряя идею художника, в том же году постарался предупредить его о сложностях, сопряжённых с созданием большой многофигурной композиции, на что Бруни ответил, что «фигуры на упомянутой картине будут в натуральную величину… и, следовательно, вся картина будет довольно велика, но как она уже начата, то мне не хотелось бы её оставить».
Фёдор Бруни начал свою работу над окончательным вариантом картины «Медный змий» в Италии, в 1833—1834 годах. В 1833 году у него был готов обобщающий эскиз (картон), а в начале 1834 года он сообщил, что его «картина „Моисей“ скоро будет уже подмалёвана», и что «все ужасаются громаде её, особенно немцы», но его это не особо волнует — «были бы только деньги, и всё пойдёт».
В 1835 году стало известно о распоряжении императора Николая I об отзыве Фёдора Бруни и Карла Брюллова в Петербург, «для занятия профессорских должностей в Академии художеств». Поскольку Бруни всё ещё работал над картиной «Медный змий», он пытался отодвинуть время своего отъезда из Италии, и за него ходатайствовал дипломат Николай Гурьев, в то время занимавший пост посланника в Риме. В результате отъезд Бруни был отсрочен до начала 1836 года, но картину тем не менее ему закончить не удалось.
|  |  |  |

Летом 1836 года Фёдор Бруни вернулся в Россию, где был назначен профессором Академии художеств. На Академической выставке осенью 1836 года экспонировались его эскизы к «Медному змию», которые вызвали большой интерес и были отмечены в прессе. В 1837—1838 годах Бруни продолжал работать в Академии, но говорил о своём желании вернуться в Италию, чтобы завершить работу над большой картиной. В конце концов высочайшее разрешение было получено, документы оформлены, и в сентябре 1838 года Бруни с женой Анжеликой и полуторагодовалой дочерью Терезой отправился в Рим.
С 1838 года Фёдор Бруни продолжил работу над картиной в Риме. В 1839 году в письме министру императорского двора Петру Волконскому он жаловался на трудное материальное положение из-за того, что ему перестали платить жалованье. К тому времени увеличилась его семья — родился сын Александр. Тем не менее сначала Николай I отказал, повелев приостановить выплаты до возвращения Бруни в Россию. Осенью 1839 года Бруни написал второе прошение, указав, что он непрерывно и «со всей энергией» работает над большой картиной «Моисей», но ситуация такова, что «при таком положении мне придётся уже думать не о большой моей картине — единственной цели моей поездки в Италию, а о ежедневных средствах к существованию моей семьи, к чему я должен буду приложить все мои работы». После этого император изменил своё решение и распорядился возобновить выплату окладов, «но с тем, чтобы в будущем году сам привёз сюда оконченную свою картину».
Тем не менее к осени 1840 года картина не была готова, и Бруни опять пришлось просить об отсрочке, на этот раз до весны следующего года. Наконец, 15 апреля 1841 года он сообщил, что «большая, изображающая Моисея картина, исполнение которой вызвало необходимость моей поездки в Рим, совершенно закончена». Сначала полотно экспонировалось в Риме. Находившийся там Александр Иванов писал, что «здесь все были довольны, особливо итальянцы, но немцы уничтожили его в своём журнале» — Иванов имел в виду группу художников-назарейцев во главе с Иоганном Фридрихом Овербеком. Сам же Бруни писал: «Что касается меня, то я в восторге от всеобщего успеха, который имела моя работа».
В конце июня 1841 года картина «Медный змий» была отправлена в Россию. В сентябре того же года она была выставлена в Зимнем дворце, а через некоторое время перенесена в Академию художеств. Там же осенью 1842 года началось её публичное экспонирование. Императору Николаю I картина понравилась, и он приобрёл её за 30 000 рублей ассигнациями (по другим сведениям, она была приобретена за 70 000 рублей), а сам художник был награждён орденом Святого Владимира IV степени.
После этого картина находилась в зале русской школы Эрмитажа. В 1897 году она была передана в создаваемый в то время Русский музей императора Александра III (ныне — Государственный Русский музей), где она и находится до сих пор. После открытия музея в 1898 году она была выставлена в Михайловском дворце, в одном зале с другой картиной Бруни «Смерть Камиллы, сестры Горация». По воспоминаниям Александра Бенуа, в том же зале находились «Последний день Помпеи» и «Осада Пскова» Брюллова, «Христианские мученики в Колизее» Флавицкого, «Явление Христа Марии Магдалине после воскресения» Иванова, «Тайная вечеря» Ге, и ещё две-три картины Айвазовского. Отмечая тот факт, что и в Эрмитаже, и после передачи в Русский музей «Медный змий» располагался рядом с «Последним днём Помпеи», Александр Бенуа писал: «Оба колосса русской живописи нашли себе место на одной стене <…>, как будто и действительно эти гиганты — парные между собой произведения».
Во время Великой Отечественной войны часть картин из собраний Государственного Русского музея была эвакуирована в Молотов (Пермь). Для таких крупноформатных картин, как «Медный змий», специально изготавливали деревянные валы длиной до 10 м и диаметром от 60 до 120 см, на которые их наматывали. Эти валы были сделаны из фанеры на деревянном каркасе, которая была обтянута искусственной замшей.
С февраля 2000 года по декабрь 2002 года проводилась масштабная реставрация картины, которая была направлена на укрепление холста, красочного слоя и грунта, а также на очистку потемневшего лакового слоя. Работу над картиной «Медный змий» проводила специально созданная группа отдела реставрации ГРМ, в которую входили Андрей Богомолов, Антон Макаров и Александр Минин. В результате внешний вид картины был максимально приближен к колористическому замыслу её автора. После окончания реставрации, в начале 2003 года, была организована выставка, среди экспонатов которой, помимо обновлённого «Медного змия», были картоны, использованные Бруни при подготовке к написанию картины.
В настоящее время картина «Медный змий» выставлена в зале № 15 Михайловского дворца, где, кроме неё, находятся «Подвиг молодого киевлянина» Андрея Иванова, «Испытание силы Яна Усмаря» Григория Угрюмова, «Явление Христа Марии Магдалине после воскресения» Александра Иванова, а также его же эскизы и этюды к картине «Явление Христа народу».

## Отзывы и критика
Художник и критик Александр Бенуа в книге «История русской живописи в XIX веке» писал, что «затронутый за живое грандиозным успехом Брюллова» (имеется в виду успех картины «Последний день Помпеи»), Бруни «принялся за картину также колоссальных размеров — за своего „Медного змия“, который был окончен в 1840 году и имел такой же успех в Риме, как „Помпея“, но несколько меньший в Петербурге». В другой книге Бенуа, «Русская школа живописи», целая глава посвящена сравнительной характеристике Бруни и Брюллова, главным образом на примере указанных картин. В частности, он отмечал, что «Бруни по великолепию своего выдержанного и почти безупречного мастерства оставляет далеко позади себя неровного и часто безвкусного Брюллова», но причина меньшей популярности Бруни в том, что он уступает Брюллову в темпераменте. И далее Бенуа пояснял: «его [Бруни] искусство вполне удовлетворяло казённым требованиям, приводило в восхищение знатоков, но не обладало средствами впечатлять толпу — то, чем, несомненно, обладало творчество Брюллова».
Историк литературы и цензор Александр Никитенко 27 октября 1841 года записал в своём дневнике: «Ходил во дворец и смотрел картину Бруни „Вознесение змия в пустыне“. Я ожидал от неё большего. Это — картина разных смертей, а где же поэтическая идея Моисея с его чудом? Моисей мелькает вдали неясною тенью, а вы видите только кучи умирающих, изображённых с ужасающею истиной. Художник, очевидно, заботился не о художественной, а об анатомической правде фигур».
Литературный критик Степан Шевырёв говорил о том, что в картине Бруни неразрывно соединялись две мысли — религиозная и живописная. Религиозная мысль была связана с изображением того, какое чудо может совершить истинная вера для спасения страдающих людей, а живописная мысль была направлена на то, чтобы «изобразить телесные страдания бедствующего народа». Исходя из этого, Шевырёв полагал, что «главное действие картины» связано с образом женщины, которую несёт её муж — на её лице «уже просиял луч исцеления». При этом, по мнению Шевырёва, изображая лежащего в агонии мужчину в центре картины, художник «как будто хотел представить нам мрачную картину безверия».
Другой литературный критик, Василий Боткин, отмечал, что «мнения об этой картине разделились: одни видят в ней достойное глубокого уважения произведение профессора, другие — создание высокого таланта». Сам он считал, что «причина такой противоположности в мнениях происходит оттого, что художник не отдал себе основательно отчёта в идее своей картины, и отсутствие внутреннего, живого содержания заменил драматическим разнообразием подробностей», при этом подчёркивая, что «искусство прежде всего требует определённой и самой себе ясной идеи».
Поэт и просветитель Александр Баласогло писал: «„Воздвижение Моисеем медного змея в пустыне“ — громадное произведение, первая в Академии художеств картина по величине. Эффекта, движения, огня, сцен, чувства, соображений, таланта, выражения — здесь бездна; труд колоссальный. Оценить его можно только долговременным изучением по частям; в них есть сокровища, но общая мысль композиции и главное исполнение — они очевидны. Душа скорбит общим страданием и жаждет чуда».
Искусствовед Алла Верещагина, исследовавшая творчество Бруни, писала, что он «проявил себя художником, чутко уловившим трагическое мироощущение русских людей этого времени» (имеются в виду 1820-е годы, когда картина была задумана, и 1830-е годы, когда Бруни работал над ней). И далее она продолжала: «Он нашёл художественный образ, полно выразивший его идею… Он проявил всё присущее ему мастерство, отдал все силы души, весь талант».